# トム・リーミイ
トム・リーミイ（Tom Reamy、1935年 - 1977年11月4日）は、アメリカのSF作家、ファンタジー作家。SFファンダムでの活動でも有名。処女長篇の出版前に亡くなった。その作風はダーク・ファンタジーと呼ばれる。
トム・リーミイは1935年、テキサス州に生まれた。様々な職を転々としたが、1960年代に伝説的ファンジンTrumpetやNickolodianを発行するなど、SFファンとして精力的に活動をしている。また、SF大会 MidAmeriCon でも出版部門やフィルム上映部門の責任者として活動した。ハリウッドで映画関係の仕事に携わり、1970年代から創作活動を開始した。Turkey City Writer's Workshop の設立者の一人でもある。
リーミイの唯一の長篇小説『沈黙の声』は、
リチャード・マシスン、レイ・ブラッドベリ、ハーラン・エリスンの作品とよく比較される。
この小説は1920年代のカンザス州の田舎町に奇妙で不思議な「フリークショー」が訪れ、それが町の人々の人生にも影響を与えていく様子を描いている。
批評家は他の作家の作品ほど洗練されていないが処女長篇としては素晴らしいと評し、
生きていたらどれだけ大きな足跡をSF界に残しただろうかと人々に嘆かせた。
リーミイは1977年、F&SF誌向けの小説をタイプライターで書いている最中に心臓麻痺で亡くなった。リーミイは画家 George Barr と共にポール・アンダースンの『折れた魔剣』のグラフィックノベル版に取り組んでいたが、このプロジェクトは彼の死と共に潰えた。
トム・リーミイは1976年、ジョン・W・キャンベル新人賞を受賞した。

## 著作リスト
- 長篇小説
  - 『沈黙の声』Blind Voices (1978年)：ヒューゴー賞(1979年)とネビュラ賞(1978年)の候補

- 短篇集
  - 『サンディエゴ・ライトフット・スー』San Diego Lightfoot Sue and other stories (1979年)
    - 「去りゆく影を抱きしめよ」Embrace the Departing Shadow：ハーラン・エリスンによる序文
    - 「トウィラ」Twilla (1974年)：ネビュラ賞候補 (1974年)
    - 「ハリウッドの看板の下で」Under the Hollywood Sign (1975年)
    - 「亀裂の向こう」Beyond the Cleft (1974年)
    - 「サンディエゴ・ライトフット・スー」San Diego Lightfoot Sue (1975年)：ネビュラ賞受賞 (1975年)、ヒューゴー賞候補 (1976年)
    - 「ディノサウルス」Dinosaurs (1976年)
    - 「スウィートウォーター因子」The Sweetwater Factor (1976年)
    - 「ウィンドレヴン館の女主人」The Mistress of Windraven (1976年)
    - 「デトワイラー・ボーイ」The Detweiler Boy (1977年)
    - 「琥珀の中の昆虫」Insects in Amber (1978年)
    - 「ビリー・スターを待ちながら」Waiting for Billy Star (1978年)
    - 「二〇七六：青い眼（ブルー・アイズ）」2076: Blue Eyes (1979年)
    - 「トム、トム! – ある思い出」Tom, Tom! A Reminiscene ：ハワード・ウォルドロップによるあとがき